# Заблоце (Леґьоновський повіт)
Заблоце (пол. Zabłocie) — село в Польщі, у гміні Сероцьк Леґьоновського повіту Мазовецького воєводства.
Населення — 162 особи (2011).
У 1975-1998 роках село належало до Варшавського воєводства.

## Демографія
Демографічна структура станом на 31 березня 2011 року:
|          | Загалом | Допрацездатний вік | Працездатний вік | Постпрацездатний вік |
| -------- | ------- | ------------------ | ---------------- | -------------------- |
| Чоловіки | 76      | 22                 | 47               | 7                    |
| Жінки    | 86      | 19                 | 54               | 13                   |
| Разом    | 162     | 41                 | 101              | 20                   |